# Cal Xalamó
Cal Xalamó és una obra de Calafell (Baix Penedès) protegida com a bé cultural d'interès local.

## Descripció
Es tracta d'un conjunt d'edificis situats en una finca de forma irregular, una de les cares de la qual dona al carrer Jesús. Un dels edificis, l'antic cinema, és situat a la part central de la finca i té una planta quadrangular. Els murs, que són de maçoneria i fang, estan arrebossats amb morter de calç i arena. La coberta és a dos vessants.
L'edifici amb façana al carrer Joan Miró és de planta trapezoïdal i està constituït per planta baixa i una planta pis. El sostre de la planta baixa és format per dues grans jàsseres de fusta sobre les quals es recolza l'embigat amb revoltons. La façana té una composició asimètrica. A la planta baixa hi ha una porta rectangular vertical mitjançant la qual s'accedeix a la planta alta. Més a la dreta, hi ha un portal amb arc escarser i una finestra amb reixa. A la planta alta hi ha, d'esquerra a dreta, dues finestres, un balcó que ha perdut la llosana i la barana, i una altra finestra. Les finestres tenen clavellinera. A la part superior hi ha una cornisa de poca volada. La façana és arrebossada amb morter de ciment i pintada de color blanc.
El sistema constructiu és de tipus tradicional amb murs de càrrega i sostres unidireccionals amb jàsseres i bigues de fusta. La coberta és de bigues de fusta i teula àrab.

## Història
Un dels edificis del conjunt va ser construït amb la finalitat de projectar-hi pel·lícules cinematogràfiques. A la planta baixa de l'edifici que dona al carrer de Joan Miró hi havia el cafè del poble.